# Nama (Insel)
Nama (Nema, auch D'Urville oder San Rafael) ist eine kleine Koralleninsel im Archipel der Karolinen im zentralen Pazifischen Ozean. Politisch gehört sie zum Bundesstaat Chuuk der Föderierten Staaten von Mikronesien.

## Geographie
Nama liegt rund 65 km südöstlich des Chuuk-Atolls im Zentrum sowie 190 km nordwestlich der Mortlock-Inseln (früher Nomoi-Inseln) im Südosten des Bundesstaates. Die nächste Landmasse ist das Atoll Losap, 14 km südöstlich von Nama gelegen. Die von einem Korallenriff umsäumte Insel ist 1,7 km lang, bis zu 0,6 km breit und weist eine Fläche von 0,748 km² (74,8 ha) auf. 
Nama hat eine durchschnittliche Höhe von drei Metern und im Norden eine maximale Höhe von sechs Metern.

## Verwaltung
Die dichtbesiedelte Insel gehört zur statistischen Inselregion Mortlocks und bildet eine eigene Gemeinde mit einer Bevölkerung von 676 im Jahr 2010. Die Bewohner sprechen die mikronesische Sprache Mortlockesisch.